# Marie von Seggern
Marie von Seggern geb. Schliep  (* 16. Juli 1884 in Lehe (Bremerhaven); † 16. Februar 1973 in Bremerhaven) war eine deutsche Fürsorgerin und Sozialdemokratin. In der Nachkriegszeit saß sie in der Bremischen Bürgerschaft.

## Biografie
Die Maurerstochter kam schon in jungen Jahren mit der Arbeiterbewegung in Berührung. Zunächst als Plätterin und Hausgehilfin tätig, bewarb sie sich 1902 beim damals gegründeten Konsum- und Sparverein »Unterweser« um eine ausgeschriebene Stelle und wurde damit die erste festangestellte Verkäuferin der Genossenschaft. 1908, drei Jahre nach der Heirat mit dem Tischler Johann (Jonny) von S., trat sie in die SPD ein. Dort engagierte sie sich u. a. für Frauenfragen; so nahm sie 1919 als Delegierte an der ersten Frauenkonferenz in Weimar teil. Mit der Einführung des Frauenwahlrechts begann auch ihre politische Karriere. Enge Weggefährtin von Gerhard van Heukelum, zog sie 1919 (als eine von zwei Frauen) für die Mehrheitssozialdemokraten in die Bremerhavener Stadtverordnetenversammlung ein, der sie bis zum Ausschluss der SPD-Mitglieder durch die Nationalsozialisten im Juni 1933 angehörte. Dort setzte sie sich, ebenso wie in Einrichtungen der freien Wohlfahrtspflege, vor allem für soziale Belange ein (Wohnungs- und Wohlfahrtsausschuß). 1920 gehörte sie gemeinsam mit Mathilde Rupperti zu den Gründungsmitgliedern der Arbeiterwohlfahrt Bremerhaven, unter deren Vorsitz diese einen raschen Aufschwung nahm. Zur Zeit des Nationalsozialismus verfolgt, gehörte sie 1945 wieder zu den Frauen der ersten Stunde, u. a. als Vorstandsmitglied der neugegründeten SPD. Zunächst zum Mitglied der ersten, von der Militärregierung ernannten Stadtvertretung berufen, wurde sie 1947 (1948–1951 Beisitzerin des Stadtverordnetenvorstehers) und dann wieder 1951 zur Stadtverordneten gewählt; wegen eines Beinleidens legte sie aber 1952 das Mandat nieder. Von 1947 bis 1951 nahm sie auch 
ein Mandat als Mitglied der Bremischen Bürgerschaft wahr. In beiden Gremien wandte sie sich erneut vorrangig den Bereichen Wohlfahrtswesen, Gesundheit und Schule zu. Seit 1948 verwitwet, war sie über ihre parlamentarische Tätigkeit hinaus bis ins hohe Alter auch wieder in der freien Wohlfahrtspflege aktiv, so insbesondere in der 1946 wiederbegründeten Arbeiterwohlfahrt. In diesem Zusammenhang nahm sie auf die Schaffung und den Ausbau verschiedener sozialer Einrichtungen (Kindergärten, Altenbegegnungsstätten, Lehrlingswohnheim) Einfluss.

## Ehrungen
- Stadtälteste von Bremerhaven (1952)
- Marie-von-Seggern-Heim in Bremerhaven, Wurster Straße
- Marie-Juchacz-Plakette (1969)
- Ehrenvorsitzende der Arbeiterwohlfahrt